# Francis L. Sullivan
Francis L. Sullivan, född 6 januari 1903 i London, död 19 november 1956 i New York, var en brittisk skådespelare.